# Раудскинни
Раудскинни (исл. Rauðskinna — «Красная кожа») — один из двух легендарных магических манускриптов Исландии (другой — Граскинни, «Серая кожа»).
Приписывалась перу епископа Готтскалька (епископ в Холаре (Исландия) с 1497 по 1520 год). Предполагается, что Раудскинни была написана золотыми рунами на красном пергаменте (отсюда и происходит название манускрипта). По преданию, епископ был погребен вместе со своим творением. Поскольку он не обучил всем известным ему «языческим» секретам своих учеников, эта книга вошла в легенду как «потерянный ключ» к магической силе.